# Министерство транспорта Российской Федерации
Министерство транспорта Российской Федерации (Минтранс России) — федеральный орган исполнительной власти, осуществляющий функции по выработке государственной политики и нормативно-правовому регулированию в сфере гражданской авиации, использования воздушного пространства и аэронавигационного обслуживания пользователей воздушного пространства Российской Федерации, авиационно-космического поиска и спасения, морского (включая морские порты), внутреннего водного, железнодорожного, автомобильного (включая проведение транспортного контроля в пунктах пропуска через государственную границу Российской Федерации), городского электрического (включая метрополитен) и промышленного транспорта, дорожного хозяйства, эксплуатации и обеспечения безопасности судоходных гидротехнических сооружений, обеспечения транспортной безопасности, а также государственной регистрации прав на воздушные суда и сделок с ними и организации дорожного движения в части организационно-правовых мероприятий по управлению движением на автомобильных дорогах.

## Подведомственные органы исполнительной власти
- Федеральная служба по надзору в сфере транспорта (Ространснадзор).
- Федеральное агентство воздушного транспорта (Росавиация).
- Федеральное дорожное агентство (Росавтодор).
- Федеральное агентство железнодорожного транспорта (Росжелдор).
- Федеральное агентство морского и речного транспорта России (Росморречфлот).

## Подведомственные организации и предприятия
- Автономная некоммерческая организация «Дирекция по развитию транспортной системы Санкт-Петербурга и Ленинградской области»
- Автономная некоммерческая организация «Дирекция Московского транспортного узла»
- Автономная некоммерческая организация «Единая транспортная дирекция»
- Автономная некоммерческая организация «Транспортная дирекция чемпионата мира по футболу 2018 года в Российской Федерации»
- Государственная компания «Российские автомобильные дороги» («Автодор»)
- Публичное акционерное общество «Государственная транспортная лизинговая компания»
- Федеральное государственное унитарное предприятие «Администрация гражданских аэропортов (аэродромов)»
- Федеральное автономное учреждение «Российский морской регистр судоходства»
- Федеральное автономное учреждение «Российский Речной Регистр»
- Федеральное бюджетное учреждение «Агентство автомобильного транспорта» («Росавтотранс»)
- Федеральное государственное унитарное предприятие «Государственная корпорация по организации воздушного движения в Российской Федерации»
- Федеральное Государственное унитарное предприятие «Государственный научно-исследовательский институт гражданской авиации»
- Федеральное государственное унитарное предприятие «ЗащитаИнфоТранс»
- Федеральное государственное бюджетное учреждение «Научный центр по комплексным транспортным проблемам Министерства транспорта Российской Федерации»
- Федеральное государственное унитарное предприятие «РОСМОРПОРТ»
- Федеральное автономное учреждение «Российский дорожный научно-исследовательский институт» (ФАУ «РосдорНИИ»)
- Федеральное государственное унитарное предприятие «Управление ведомственной охраны Министерства транспорта Российской Федерации»
- Федеральное казённое учреждение «Дирекция государственного заказчика по реализации федеральной целевой программы „Модернизация транспортной системы России“»

## Министр транспорта
- Виталий Борисович Ефимов (08.09.1990 — 10.01.1996)
- Николай Петрович Цах (12.01.1996 — 28.02.1998)
- Сергей Оттович Франк (28.02.1998 — 9.03.2004)
- Игорь Евгеньевич Левитин (9.03.2004 — 21.05.2012)
- Максим Юрьевич Соколов (21.05.2012 — 18.05.2018)
- Евгений Иванович Дитрих (19.05.2018 — 9.11.2020)
- Виталий Геннадьевич Савельев (10.11.2020 — 07.05.2024)
- Роман Владимирович Старовойт (14.05.2024 — 07.07.2025)
- Андрей Сергеевич Никитин (с 08.07.2025)

## Деятельность Министерства транспорта РФ в 2012—2018 годах
21 мая 2012 года указом Президента России на должность министра транспорта Российской Федерации назначен Максим Соколов.

### Автотранспорт
В период с 2012 по 2018 годы доля федеральных трасс в нормативном состоянии выросла до 80 %, построено и реконструировано свыше 2000 км дорог федерального значения и более 9000 км — регионального и местного значения, с учётом софинансирования из федерального бюджета. Количество построенных развязок к началу 2018 года составило 530. Также за 6 лет построено 364 моста и путепровода.
За 2012—2018 годы реализованы значимые проекты в рамках развития транспортной отрасли страны: открыт мост через пролив Босфор Восточный (Русский мост) во Владивостоке, Западный скоростной диаметр (ЗСД) в Санкт-Петербурге.
27 ноября 2019 года введена в эксплуатацию скоростная автомобильная дорога М-11 Москва — Санкт-Петербург «Нева».
15 мая 2018 года открыта автомобильная часть — самого большого в России и Европе (протяжённость составляет 19 километров) — Крымского моста.
В мае 2017 года началось строительство дороги «Таврида» (Р260), общая протяженность которой составит 237,5 км. Трасса в двухполосном исполнении будет готова к концу 2018 года — от Керчи до Симферополя, а в полном объёме — четырёхполосном — заработает к 2020 году.
15 ноября 2015 года запущена в эксплуатацию российская система взимания платы с грузовиков, имеющих разрешённую максимальную массу свыше 12 тонн «Платон». Деньги взимаются с перевозчиков в счёт возмещения вреда, причиняемого автомобильным дорогам общего пользования федерального значения, и направляются на ремонт и строительство автомобильных дорог и искусственных дорожных сооружений.
В 2012 году Минтранс РФ определил технические требования к аппаратуре спутниковой навигации ГЛОНАСС для повышения безопасности перевозок пассажиров автомобильным транспортом, а также транспортировки опасных и специальных грузов. К концу 2017 года количество транспортных средств, зарегистрированных в системе, приблизилось к 1,5 млн.
В 2017 году автобусным транспортом перевезено 11 млрд пассажиров, а в международном сообщении более 31 млн тонн грузов.
Были установлены современные автобусные остановки на улицах Москвы, а на линии вышли современные низкопольные трамваи, также запущен новый поезд «Москва» Московского метрополитена. Организовано производство отечественных низкопольных пассажирских автобусов, осуществлялась разработка и тестирование беспилотных автобусов «Матрешка».

### Авиационный транспорт
С 2012 по 2017 годы в России построено 20 новых аэровокзальных комплексов, 3 из которых с нуля («Платов», «Сабетта», «Итуруп»), реконструировано 26 взлетно-посадочных полос.
В 2017 году российские авиакомпании перевезли более 105 млн пассажиров, тем самым установив исторический рекорд в новейшей истории России.
10 октября 2017 года осуществлен ввод в эксплуатацию нового центра управления полетами (ЦУП) филиала «МЦ АУВД» ФГУП «Госкорпорация по ОрВД». Переход на управление воздушным движением посредством новой отечественной системы имеет стратегическое государственное значение.

### Железнодорожный транспорт
В железнодорожном сообщении также наметился существенный прорыв. За 6 лет введено в эксплуатацию порядка 1000 км железнодорожных путей общего пользования и 985 км дополнительных главных путей и новых железнодорожных линий, перевезено около 6,5 млрд пассажиров, а объём перевозки грузов составил 7,5 млрд тонн.
В 2016 году состоялся запуск пассажирского движения на Московском центральном кольце (МЦК). В этом же году запущено движение скоростных поездов «Стриж» по маршруту Москва-Берлин.
В 2017 году запущены двухэтажные поезда «Аэроэкспресс» (Киевский вокзал — аэропорт «Внуково» и Павелецкий вокзал — аэропорт «Домодедово»). 

### Речной и морской транспорт и инфраструктура
С 2012 по 2018 годы в России построено и модернизировано более 300 судов различного назначения, построено и строится в различных водных бассейнах Российской Федерации 5 морских пассажирских терминалов. А по итогам 2017 года производственные мощности морских портов России составили более 1 млрд тонн.
Также за это время доля гидротехнических сооружений с опасным уровнем безопасности снизилось с 0,9 до 0,3 %.
В 2012 году построен терминал для отгрузки нефти мощностью 30 млн тонн в морском порту Усть-Луга.
В 2015 году сдан в эксплуатацию дизель-электрический ледокол «Владивосток» мощностью 16 МВт.
В 2017 году построен морской порт Сабетта, который предназначен для транспортировки сжиженного природного газа и обеспечения круглогодичной навигации по Северному морскому пути. В этот же год осуществлена погрузка сжиженного природного газа на первый российский LNG-газовоз «Кристоф де Маржери» в морском порту Саббета.
В 2022 году принят план по подъёму более 200 затопленных судов, основная масса которых находится на Дальнем Востоке: у берегов Камчатки — 84 судна, Сахалина — 50 судов и Приморского края — 27 судов. В том числе: в районе Владивостока — десятки списанных эсминцев и десантных кораблей, в порту Магадана — гигантский плавучий судоремонтный завод «Нева», в порту Находки — пассажирский теплоход «Борис Борзенко». В остальных морских акваториях обнаружено только 2 затонувших судна.

### Другие проекты
С 2016 года Минтранс поддерживает Российскую неделю транспорта, крупнейшее отраслевое мероприятие в России.
29 июня 2017 года создан Российский университет транспорта (МИИТ).
В 2017 году в Минтрансе РФ введена ведомственная форма. Кроме того, нормативные правовые акты, регламентирующие ношение форменной одежды, были приняты в Федеральном агентстве воздушного транспорта, Федеральном дорожном агентстве и Федеральном агентстве морского и речного транспорта.

### Законодательство в области транспорта
С 2012 по 2017 годы было принято 78 федеральных законов и более 550 постановлений Правительства Россий, разработанных Минтрансом РФ.

## Нумизматика
12 октября 2020 года Банк России выпустил в обращение памятную монету номиналом 10 рублей «Работник транспортной сферы» серии «Человек труда»